# جاده ئی۱۰۱ اروپا

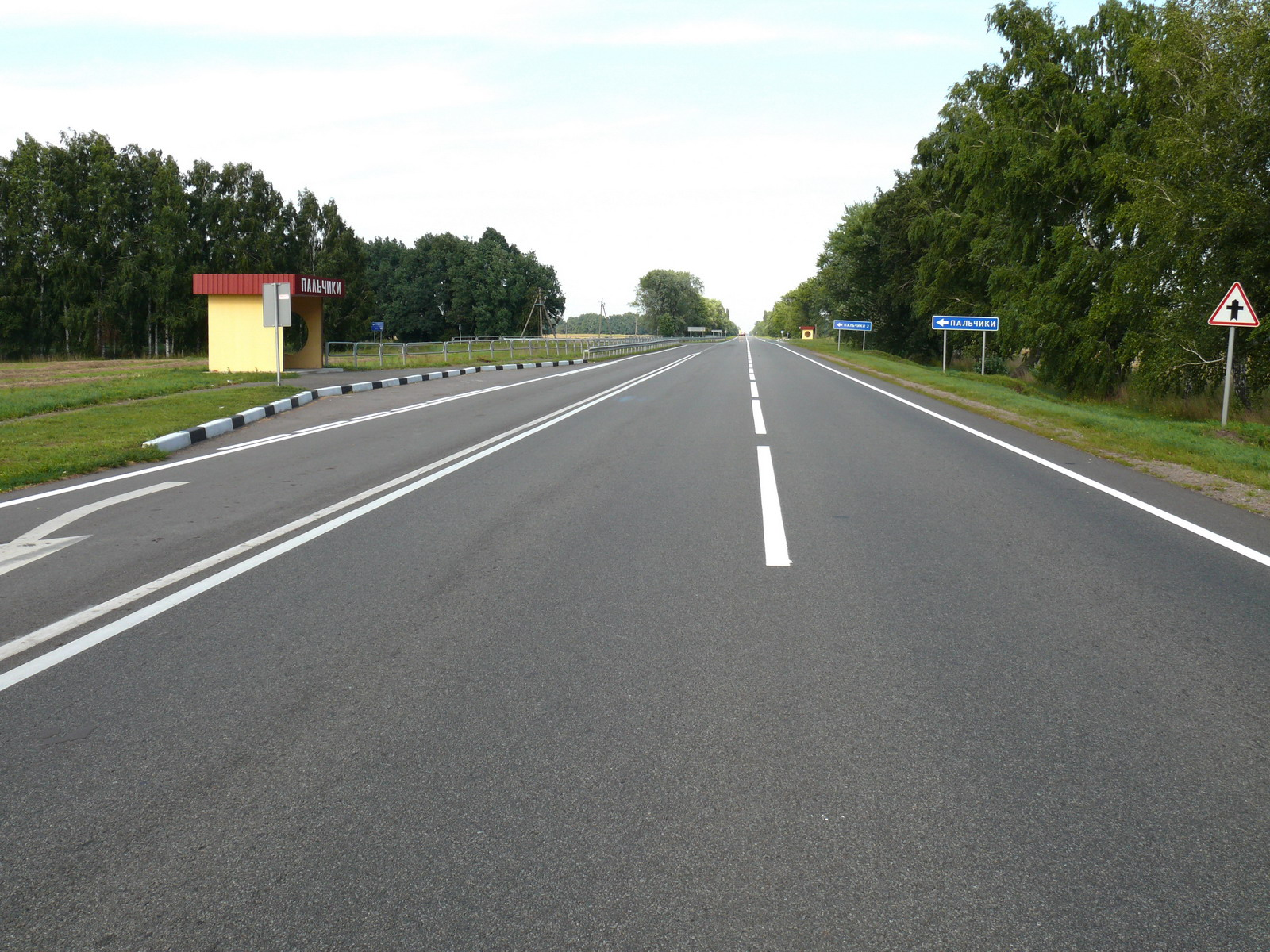

جاده ئی۱۰۱ اروپا (به انگلیسی: European route E101) یکی از جاده‌های درجه ۲ قاره اروپا است.
این جاده از شهر مسکو (روسیه) شروع شده و در شهر کی‌یف (اوکراین) به پایان میرسد.